# Sporoxeia imparifolia
Sporoxeia imparifolia är en tvåhjärtbladig växtart som beskrevs av Carlo Hansen. Sporoxeia imparifolia ingår i släktet Sporoxeia och familjen Melastomataceae. Inga underarter finns listade i Catalogue of Life.